# 大兴乡 (通江县)
大兴乡，是中华人民共和国四川省巴中市通江县曾经下辖的一个乡。2020年5月25日，撤销大兴乡，划归民胜镇管辖。

## 行政区划
大兴乡撤销前下辖以下地区：
大石桥村、东郡村、曲水村、火铺山村和贾家梁村。